# Симон I Гуриели
Симон I Гуриели (груз. სიმონ I გურიელი, 1606 — около 1672) — владетельный князь (мтавар) Гурии с 1625 по 1626 год. Пришёл к власти в Гурии, после того как убил своего отца Мамию II Гуриели, но вскоре был свергнут с престола и ослеплён своим шурином мегрельским князем Леваном II Дадиани. После этого Симон стал монахом и удалился в Иерусалим.

## Биография
Симон I Гуриели был сыном Мамии II, князя Гурии, и его жены Тинатин Джакели. В 1625 году Симон убил своего отца, когда тот спал, и захватил княжеский престол Гурии. Он искал искупления, делая пожертвования монастырю Ачи.
Вступив на престол Гурии, Симон I вскоре вступил в конфликт с мегрельским князем Леваном II Дадиани, на сестре которого, Мариам, он женился ещё в 1621 году. Политические амбиции и территориальный экспансионизм Дадиани служили источником беспокойства для Гуриели. Симон I освободил Паату «Цуцки» Цулукидзе, опального визиря Левана Дадиани, которого тот передал Мамии II Гуриели для содержания под стражей. Цулукидзе и Симон I замыслили убийство Левана II, но тот пережил покушение, осуществлённое на него абхазским убийцей, и в свою очередь распорядился задушить и четвертовать Цулукидзе, после чего расстрелять его останки из пушки. После этого он воспользовался фактом отцеубийства, совершённого Симоном I, как поводом для начала войны и вторгся в Гурию. Симон I сопротивлялся, но был разбит в сражении при Ланчхути и взят в плен. Леван II ослепил его и заменил на престоле Гурии своим ставленником, Кайхосро I Гуриели. Жену и сына Симона увезли в Мегрелию.
Потеряв престол, зрение и семью, Симон I, освободившись из плена, удалился в Иерусалим и стал там монахом. Он поддерживал связь со своей бывшей женой, которая впоследствии стала царицей Картли в качестве жены двух царей: Ростома и его преемника Шах-Наваза. Симон I был ещё жив в Грузии в 1672 году, когда француз Жан Шарден путешествовал по Кавказу. По его словам, Мариам принимала своего бывшего мужа на границе с Имеретией и давала ему какие-то средства к существованию. Царь Шахнаваз был ревнив, но Мариам начала трунить над его подозрениями, сказав, что «он оказал большую честь гурийскому князю, ревнуя её к этому бедному, слепому, лишённому всего, несчастному и точно такому же немощному, как и он сам — старику».

## Семья
Известны двое сыновей Симона I Гуриели:
- Деметре (ум. 1664/1668), князь Гурии (1659—1664), царь Имеретии (1663—1664);
- Отия (ум. 1645), последовавший за своей матерью Мариам в Картли и умерший там.